# Castell de l'Arquebisbe
El castell de l'Arquebisbe és un edifici desaparegut de Valls (Alt Camp). L'única resta que en queda és la portalada, declarada bé cultural d'interès nacional. El pati d'armes del castell s'ha convertit en l'actual plaça del Pati.

## Notícies històriques
Castell palau documentat el 1151. L'antic Castell de l'Arquebisbe, convertit en casa senyorial a les darreries del segle xviii i començaments del següent, és un dels edificis que es poden trobar més característics del seu gènere: conté valuosos mobles i indumentària del xviii. Va ser anomenat "Castell de l'Arquebisbe" perquè els senyors de la jurisdicció vallenca van ser els arquebisbes de Tarragona. El nom de "El Pati" de la plaça, correspon a l'antic pati d'armes.
El castell, amb la funció de casal, va passar a ser propietat de la família Baldric. El primer propietari seglar va ser Pau Baldric, doctor en Filosofia, que en temps de la guerra napoleònica, "convirtió su casa y residencia del Castillo en Hospital Militar durante la Guerra".
A l'edifici es va allotjar, el 3 d'abril de 1814, el rei Ferran VII d'Espanya, acompanyat d'alguns familiars.